# Wszystko jedno
Wszystko jedno – pierwszy studyjny album zespołu Happysad. Płyta została nagrana w listopadzie 2003, jednak dopiero latem 2004 roku płyta została zmiksowana i wydana. Piosenka „Zanim pójdę” była grana w wielu rockowych rozgłośniach radiowych, osiągając wysokie miejsca na polskich listach przebojów. Zadebiutowała także w 8. Polskim Topie Wszech Czasów radiowej Trójki 1 maja 2015 roku. Zajęła w nim 75. miejsce.
Album uzyskał status platynowej płyty.

## Lista utworów
| 1.  | „Czysty jak łza”               | 3:22  |
|     |                                |       |
| 2.  | „Zanim pójdę”                  | 4:13  |
|     |                                |       |
| 3.  | „Hymn 78”                      | 2:31  |
|     |                                |       |
| 4.  | „Partyzant K”                  | 2:55  |
|     |                                |       |
| 5.  | „Noc jak każda inna”           | 4:13  |
|     |                                |       |
| 6.  | „Jeszcze, jeszcze”             | 4:09  |
|     |                                |       |
| 7.  | „Czarownicy pies”              | 2:39  |
|     |                                |       |
| 8.  | „Ostatni blok w mieście”       | 3:52  |
|     |                                |       |
| 9.  | „Ja do ciebie”                 | 4:04  |
|     |                                |       |
| 10. | „Wrócimy tu jeszcze”           | 3:35  |
|     |                                |       |
| 11. | „Tak mija czas”                | 3:21  |
|     |                                |       |
| 12. | „Psychologa”                   | 2:39  |
|     |                                |       |
| 13. | „Jeśli nie rozjadą nas czołgi” | 3:51  |
|     |                                |       |
| 14. | „Wszystko jedno”               | 6:39  |
|     |                                |       |
| 15. | „A ja wolę... (bonus)”         | 3:07  |
|     |                                |       |
|     |                                | 55:10 |
|     |                                |       |

## Twórcy
- Kuba „Quka” Kawalec – śpiew, gitara
- Łukasz „Pan Latawiec” Cegliński – gitara, śpiew
- Artur „Tela” Telka – gitara basowa
- Maciek „Ponton” Sosnowski – perkusja
- Beata Ceglińska – akordeon
- Wojtek Kosma – nagranie
- Sławomir Janowski – mix, mastering